# Kaltenbrunn (Itzgrund)
Kaltenbrunn ist ein Gemeindeteil von Itzgrund im oberfränkischen Landkreis Coburg und der Sitz der Gemeindeverwaltung.

## Geographie
Das Pfarrdorf liegt etwa 16 Kilometer südwestlich von Coburg auf einem flachen Osthang des Itzgrunds. Östlich des Ortskernes verläuft die Bundesstraße 4. Die Staatsstraße 2278 führt nach Untermerzbach und die Staatsstraße 2204 nach Bodelstadt.

## Geschichte

### Ortsentwicklung
Schon im Hochmittelalter führte eine Geleitstraße von Nürnberg nach Erfurt durch den Itzgrund. An der Straße lag der Ort Bennendorf, den es wohl schon im 8. Jahrhundert gab. Er wurde im 9. Jahrhundert erstmals in den Traditionen des Klosters Fulda genannt, die auf einer Abschrift im Codex Eberhardi aus dem 12. Jahrhundert beruhen. Im Jahre 1227 wurde er als  „Benindorf“ erwähnt. Zwischen 1320 und 1350 wechselte der Ort seinen Namen in Kaltenbrunn.
Im 16. Jahrhundert hatte die Ansiedlung zwei Ortsteile, Gnendorf, dem Kloster Gleusdorf zehntpflichtig, und das größere Kaltenbrunn, wo schon 1288 das Untermerzbacher Adelsgeschlecht von Rotenhan Dorfherr war.
Mit der Erhebung der Untermerzbacher Marienkapelle zur Pfarrkirche im Jahr 1439 erfolgte die Einpfarrung Kaltenbrunns dorthin. 1534 führten die Herren von Rotenhan die Reformation ein. 1675 kehrte die Merzbacher Linie zur katholischen Kirche zurück. Im Jahre 1691 wurde in Kaltenbrunn eine katholische Pfarrei gegründet und nach Abbruch der Wolfgangskapelle zwischen 1745 und 1749 eine Pfarrkirche errichtet. Die Protestanten gehörten ab 1824 zum Gleußener Kirchsprengel.

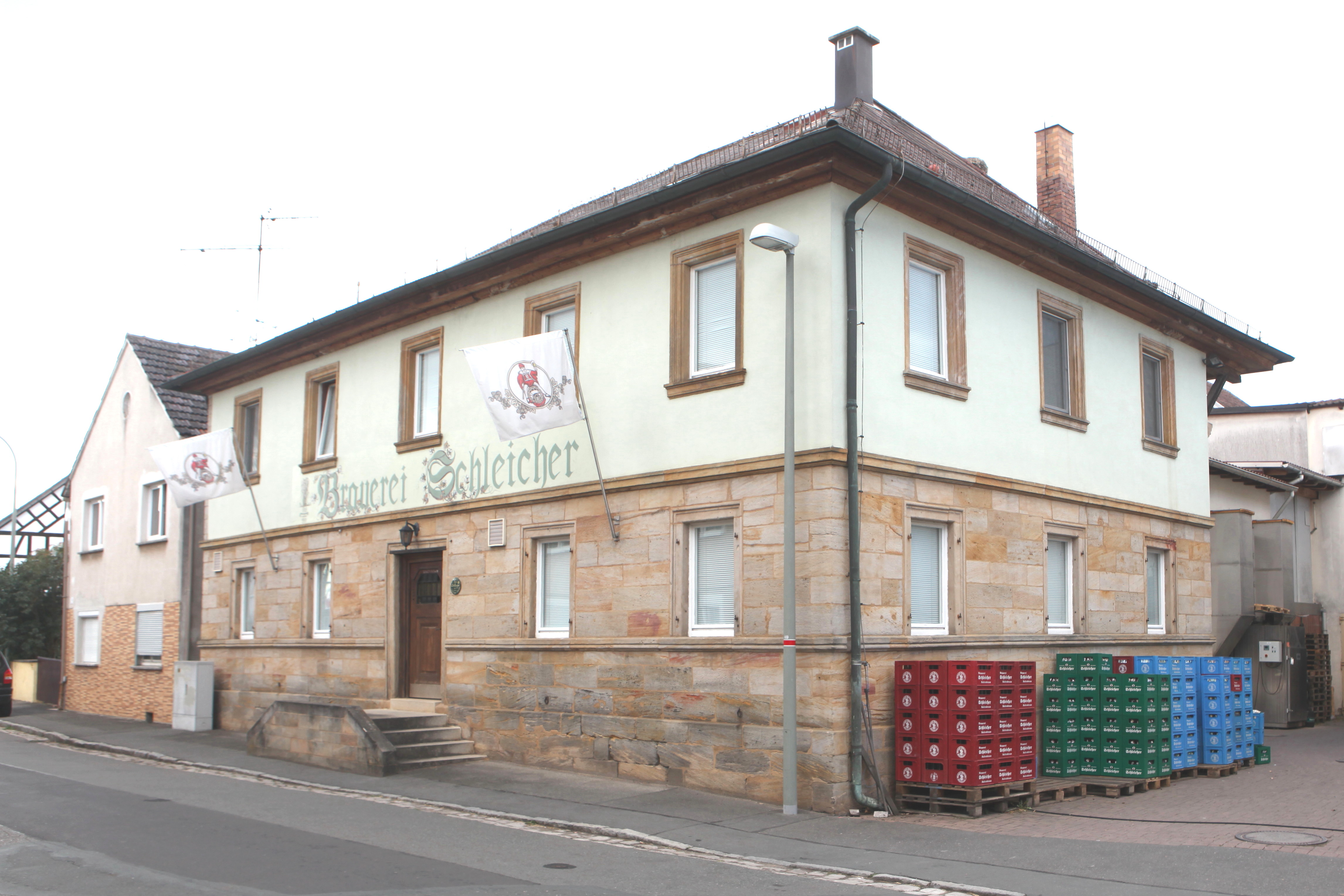
Brauerei Schleicher

Die seit etwa 1700 bestehende Klosterbrauerei Kaltenbrunn kaufte 1890 der Gastwirt Heinrich Pfeuffer. 1932 ging sie an Fritz Feder über, 1966 wurde der Braubetrieb eingestellt. Die Brauerei Schleicher mit angeschlossenem Gasthaus besteht seit der Gründung im Jahr 1880 durch den Gastwirt Andreas Schleicher.
Am 1. Oktober 1913 wurde Kaltenbrunn mit der Bahnstrecke Breitengüßbach–Dietersdorf an das Eisenbahnnetz angeschlossen. Der einzige Streckenbahnhof war mit einem Ausweichgleis ausgestattet. Der Personenverkehr wurde am 28. September 1975 eingestellt, am 27. September 1981 erfolgte die Gesamtstilllegung.
1914 wurde ein neues Schulhaus mit zwei Klassenzimmern und einer Lehrerwohnung errichtet. Mit der Eröffnung einer neuen Schule in Bodelstadt wurde die Schule in Kaltenbrunn 1966 geschlossen. In dem Gebäude ist seit 1980 die Gemeindeverwaltung untergebracht.
1925 hatte das Dorf 54 Wohnhäuser und 287 Einwohner, von denen 31 der römisch-katholischen und 256 der evangelisch-lutherischen Kirche angehörten. Im Jahr 1987 hatte Kaltenbrunn 347 Einwohner und 94 Wohnhäuser mit 123 Wohnungen.
Die Wasserversorgung nahm 1957 den Betrieb auf, es folgte der Bau einer Kanalisation. Die Ortsumgehung der Bundesstraße 4 wurde 1964 dem Verkehr übergeben. Von etwa 1973 bis 1985 wurde eine Flurbereinigung durchgeführt.
Zwischen 1959 und 1969 verübte der ortsansässige Manfred Wittmann drei Morde an jungen Frauen und Mädchen in der Umgebung und verletzte eine weitere Frau schwer. Diese Taten führten damals zu einem hohen Bekanntheitsgrad des Ortes in den bundesweiten Medien.
Am 1. Juli 1972 wurde der Landkreis Staffelstein aufgelöst, die Nachbarorte Herreth und Merkendorf wurden in Kaltenbrunn eingegliedert. Seitdem gehört Kaltenbrunn zum Landkreis Coburg. Im Zuge der bayerischen Gebietsreform wurde es am 1. Mai 1978 mit seinen Gemeindeteilen, dem Pfarrdorf Herreth und dem Weiler Merkendorf, in die Gemeinde Itzgrund eingemeindet. Sitz der Gemeindeverwaltung wurde Kaltenbrunn.
Im Jahr 2017 wurde mit dem Baugebiet Kapellenfeld das Siedlungsgebiet Kaltenbrunns auf die östliche Seite der Bundesstraße 4 ausgedehnt.

### Einwohnerentwicklung
| Jahr      | 1871   | 1900   | 1925  | 1950   | 1970   | 1987  | 2017  |
| Einwohner | 231    | 253    | 287   | 406    | 337    | 347   | 464   |
| Quelle    | [ 10 ] | [ 11 ] | [ 7 ] | [ 12 ] | [ 13 ] | [ 8 ] | [ 1 ] |

## Sehenswürdigkeiten

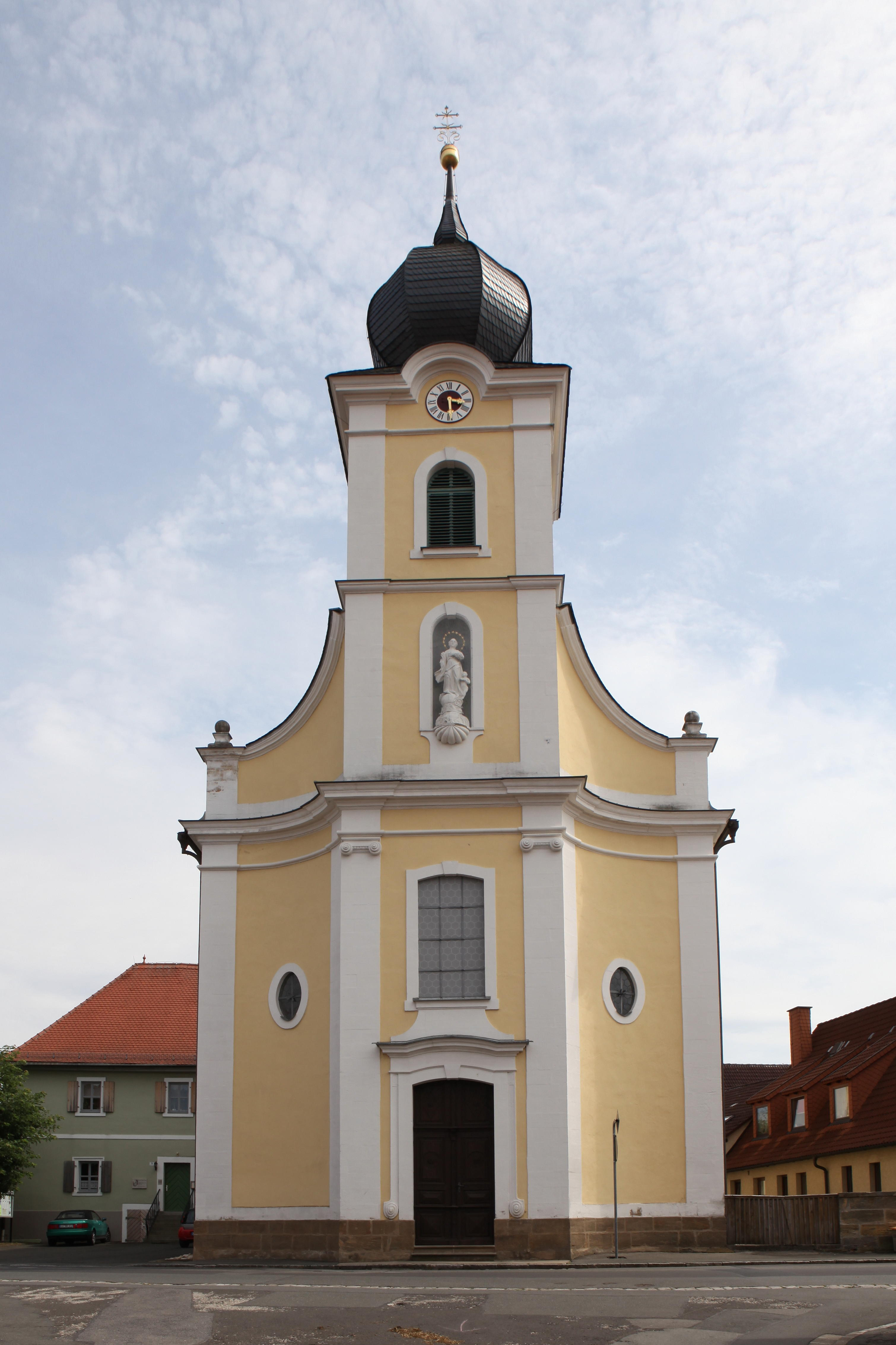
Pfarrkirche St. Wolfgang

Die römisch-katholische Pfarrkirche St. Wolfgang wurde zwischen 1746 und 1749 in Anlehnung an Pläne von Johann Jakob Michael Küchel von Thomas Harra, Maurer- und Steinmetzmeister aus Ebern, und nach dessen Tod von Johann Tanzer errichtet. Es ist eine barocke Saalbaukirche mit einer Einturmfassade und einem eingezogenen Chor. Ein freistehender Hauptaltar mit Rokokotabernakel und eine reich ausgestaltete, barocke Kanzel mit Darstellungen von Moses und den Evangelisten schmückt den Innenraum.
Siehe auch: Gemeindebackhaus (Kaltenbrunn) aus dem Jahr 1869